# Ella Heremans
Ella Heremans (Edegem, 28 maart 2006) is een Belgisch wielrenster.

## Carrière
Als juniore reed Heremans voor de opleidingsploeg van AG Insurance-Soudal. In haar eerste jaar als juniore, 2023, werd ze tweede op het nationale kampioenschap op de weg. Een jaar later werd ze wederom tweede, nu in het tijdrijden. Beide jaren maakte ze deel uit van de selectie die deel mocht nemen aan het wereldkampioenschap, met een zestiende plaats in 2024 als beste klassering.
In 2025 maakte ze, direct vanuit de junioren, de overstap naar de World Tour toen ze een contract tekende bij Team Picnic PostNL. Haar debuut voor de ploeg maakte ze in de Wielerweek van Valencia. In mei maakte ze haar de buut in de World Tour, toen ze aan de start stond van de Ronde van het Baskenland.

## Palmares
2021
 Belgisch kampioene op de weg, Nieuwelingen
2023
 Belgisch kampioenschap op de weg, Junioren
2024
 Belgisch kampioenschap tijdrijden, Junioren

## Ploegen
- 2025 –  Team Picnic PostNL

Bader · Barale · Barbieri · Cavalli · Ciabocco · Georgi · Heremans · Jastrab · Koch · Kool · Londoño · Nelson · Peperkamp · Roldan · Smith · Storrie · Uijen · Vinke